# Hungen
Hungen ist eine Stadt im mittelhessischen Landkreis Gießen. Aufgrund des alle zwei Jahre stattfindenden Schäferfests trägt Hungen auch den Namen „Die Schäferstadt“.

## Geografie
Die Stadt Hungen liegt im südöstlichen Teil des Landkreises Gießen in der Mitte Hessens, an der Grenze zwischen Wetterau und Vogelsberg.
Hungen grenzt im Norden an die Stadt Laubach, im Osten an die Stadt Nidda (Wetteraukreis), im Süden an die Gemeinden Wölfersheim (Wetteraukreis) und Echzell und im Westen an die Städte Münzenberg (Wetteraukreis) und Lich.
Durch die Eingliederung der Gemeinden Bellersheim, Inheiden, Rodheim, Rabertshausen, Nonnenroth, Langd, Obbornhofen, Steinheim, Trais-Horloff, Utphe, und Villingen in den 1970er Jahren zählt die Stadt Hungen heute rund 13.000 Einwohner.

## Ortsgeschichte

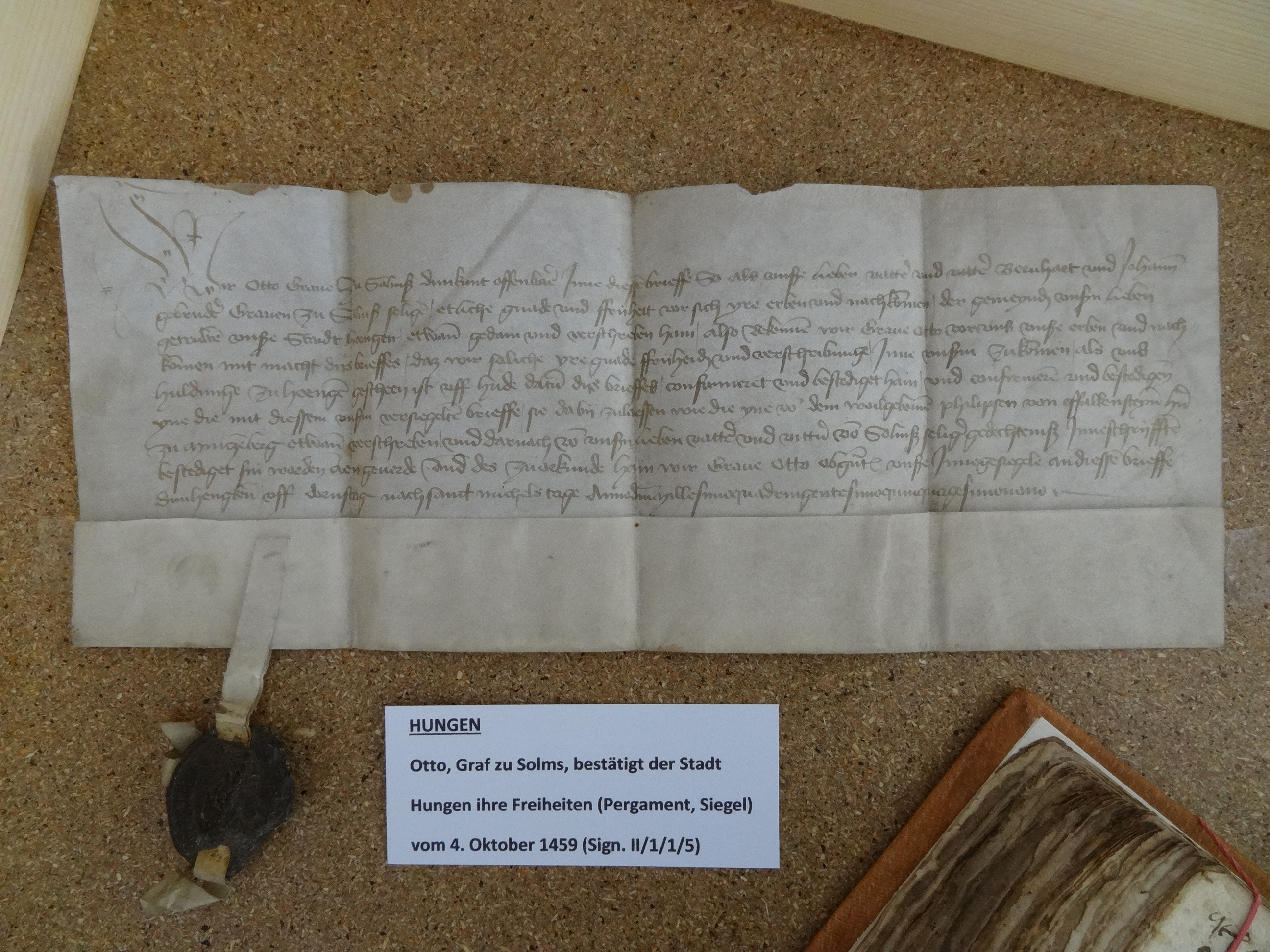
Otto Graf zu Solms bestätigt der Stadt ihre Freiheiten (Pergament, Siegel) am 4. Oktober 1459

### Mittelalter
Urkundlich wurde die Hungen erstmals am 28. Juli 782 als Schenkung des Königs Karls des Großen an die Abtei Hersfeld erwähnt. Diese Schenkung stammte aus einem königlichen Lehen an einen Grafen Heimerich. Sie umfasste 40 Hufen und 28 Mansen in der Villikation Hungen. Aufgezeichnet ist dies in dem Breviarium sancti Lulli.
Die Ersterwähnung ist in zwei Quellen überliefert. Die erste Quelle ist die genannte Königsurkunde: „... in pago Uudrebense in loco qui dicitur Hoinge ...“ (im Gau Wetterau, im Ort, der Hungen genannt wird). In der 2. Quelle, die in einem Kopiar aus der Zeit um 1150 tradiert wurde, lautet der Ortsname „Houngun“. Im gleichen Kopiar findet sich eine Erwähnung aus der Zeit zwischen 802 und 825: „In pago Wetreibun: in villa que dicitur Houngun ...“ Hier wird erstmals die Siedlungsform villa für Hungen angegeben. Eine Kirche findet 1268 Erwähnung: „ecclesiam de hohunogen.“ Vor 1308 erscheint mit dem Armiger „Wigandus de Hohingen“ ein Mitglied des Ortsadels in einem Kopiar aus der Zeit zwischen 1320 und 1341. Der Personennamen Hungen begegnet uns 1470 mit „frater Wilhelmus Hungen.“ (Bruder Wilhelm Hungen).
Der Ortsname von Hungen erklärt sich wie der Ortsname von Höingen bei Homberg (Ohm). Beide Suffixe variieren zwischen „-inga“ und „-unga.“ Die Namensforschung deutet die Ortsnamen als „Siedlung der Leute auf der Höhe.“ Im Fall von Hungen ist es die Siedlung über der Horloff.
Um diese Siedlung „Hoinge“ bzw. „Houngun“ bildete sich zusammen mit umliegenden Ortschaften und Rodungen zur so genannten „Hersfeldischen Mark“ aus. Die Klostervogtei gelangte unter die Herrschaft der Münzenberger und fiel später an die Falkensteiner.
Im Mittelalter lag die Stadt an der Handelsstraße „durch die kurzen Hessen“.
Für das Jahr 1320 ist die Pfarrkirche in einem Lehensbrief bezeugt. Kaiser Karl IV. verlieh am 20. April 1361 die Stadtrechte. Durch eine Erbschaft kam Hungen am 24. Mai 1419 an die Grafen zu Solms, denen am 24. Mai 1469 durch Kaiser Friedrich III. ein Marktrecht für die Zeit vom 28. Oktober bis zum 11. November verliehen wurde. Hieraus entwickelte sich der traditionelle Allerheiligenmarkt.

### Neuzeit
Von 1602 bis 1678 war Hungen selbstständige Grafschaft. Nach dem Aussterben der Solms-Hungener Linie 1678 kam die Hälfte des Amts an die Linie Solms-Braunfels, nach deren Aussterben an Graf Wilhelm Moritz von Greifenstein, der sich später wieder nach der Braunfelser Linie benannte. 1693 fiel das ganze Amt Hungen an ihn.
Um 1700 umfasste das Amt Hungen die Dörfer Bellersheim, Bettenhausen, Birklar, Muschenheim, Nonnenroth, Röthges und Villingen, welche alle dienstpflichtig waren. Dazu kam noch der Ort Langsdorf, der seine Dienstpflichten gegenüber dem Landesherren im 16. Jahrhundert abgelöst hatte.
Zwischen 1705 und 1719 kam es zu Auseinandersetzungen und Prozessen zwischen den Bauern des Amtes Hungen und der Herrschaft Solms-Braunfels.
Hungen gelangte 1803 an die Landgrafschaft Hessen-Darmstadt, die 1806 von Napoleon zum Großherzogtum Hessen erhoben wurde. Bis 1841 Landratsbezirk und Sitz eines Landgerichts, wurde die Stadt von 1841 bis 1848 Verwaltungssitz des Kreises Hungen im Regierungsbezirk Friedberg.
1877 fiel in einem Waldgebiet bei Hungen ein Steinmeteorit vom Typ H6. Der Meteorit bestand aus zwei Fragmenten, die insgesamt 112 Gramm wogen.
Hessische Gebietsreform (1970–1977)
Im Zuge der Gebietsreform in Hessen wurden auf freiwilliger Basis am 31. Dezember 1970 die Gemeinden Langd, Rabertshausen, Steinheim, Trais-Horloff und Utphe sowie am 31. Dezember 1971 die Gemeinden Nonnenroth und Rodheim eingegliedert. Am 1. Januar 1977 wurden durch das Gesetz zur Neugliederung des Dillkreises, der Landkreise Gießen und Wetzlar und der Stadt Gießen die Gemeinden Bellersheim, Inheiden, Obbornhofen und Villingen nach Hungen eingegliedert. Für alle ehemals eigenständigen Gemeinden wurden Ortsbezirke eingerichtet.
Am 1. August 1972 wurde ein Gebiet mit damals etwa fünfzig Einwohnern an die Nachbarstadt Nidda abgetreten.

### Verwaltungsgeschichte im Überblick
Die folgende Liste zeigt die Staaten und Verwaltungseinheiten, denen Hungen angehört(e):
- vor 1742: Heiliges Römisches Reich, Grafschaft Solms-Braunfels (Anteil an der Herrschaft Münzenberg), Amt Hungen
- ab 1742: Heiliges Römisches Reich, Fürstentum Solms-Braunfels (Anteil an der Herrschaft Münzenberg), Amt Hungen
- ab 1806: Großherzogtum Hessen,[Anm. 2] Fürstentum Ober-Hessen, , Amt Hungen (des Fürsten Solms-Braunfels)[21]
- ab 1815: Großherzogtum Hessen, Provinz Oberhessen, Amt Hungen (des Fürsten Solms-Braunfels)[22]
- ab 1820: Großherzogtum Hessen, Provinz Oberhessen, Amt Hungen[Anm. 3]
- ab 1822: Großherzogtum Hessen, Provinz Oberhessen, Landratsbezirk Hungen[23][Anm. 4]
- ab 1841: Großherzogtum Hessen, Provinz Oberhessen, Kreis Hungen
- ab 1848: Großherzogtum Hessen, Regierungsbezirk Friedberg
- ab 1852: Großherzogtum Hessen, Provinz Oberhessen, Kreis Nidda
- ab 1867: Norddeutscher Bund, Großherzogtum Hessen, Provinz Oberhessen, Kreis Nidda
- ab 1871: Deutsches Reich, Großherzogtum Hessen, Provinz Oberhessen, Kreis Nidda
- ab 1874: Deutsches Reich, Großherzogtum Hessen, Provinz Oberhessen, Kreis Gießen
- ab 1918: Deutsches Reich, Volksstaat Hessen, Provinz Oberhessen, Kreis Gießen
- ab 1938: Deutsches Reich, Volksstaat Hessen, Landkreis Gießen[24][Anm. 5]
- ab 1945: Deutsches Reich, Amerikanische Besatzungszone,[Anm. 6] Groß-Hessen, Regierungsbezirk Darmstadt, Landkreis Gießen
- ab 1946: Deutsches Reich, Amerikanische Besatzungszone, Hessen, Regierungsbezirk Darmstadt, Landkreis Gießen
- ab 1949: Bundesrepublik Deutschland, Hessen, Regierungsbezirk Darmstadt, Landkreis Gießen
- ab 1977: Bundesrepublik Deutschland, Hessen, Regierungsbezirk Darmstadt, Lahn-Dill-Kreis
- ab 1979: Bundesrepublik Deutschland, Hessen, Regierungsbezirk Darmstadt, Landkreis Gießen
- ab 1981: Bundesrepublik Deutschland, Hessen, Regierungsbezirk Gießen, Landkreis Gießen

### Gerichte seit 1803
In der Landgrafschaft Hessen-Darmstadt wurde mit Ausführungsverordnung vom 9. Dezember 1803 das Gerichtswesen neu organisiert. Für das Fürstentum Oberhessen (ab 1815 Provinz Oberhessen) wurde das „Hofgericht Gießen“ eingerichtet. Es war für normale bürgerliche Streitsachen Gericht der zweiten Instanz, für standesherrliche Familienrechtssachen und Kriminalfälle die erste Instanz. Übergeordnet war das Oberappellationsgericht Darmstadt. Die Rechtsprechung der ersten Instanz wurde durch die Ämter bzw. Standesherren vorgenommen und somit war für Hungen ab 1806 das „Patrimonialgericht der Fürsten Solms-Braunfels“ in Hungen zuständig. Nach der Gründung des Großherzogtums Hessen (Hessen-Darmstadt) 1806 wurden die Aufgaben der ersten Instanz 1821–1822 im Rahmen der Trennung von Rechtsprechung und Verwaltung auf die neu geschaffenen Land- bzw. Stadtgerichte übertragen. Ab 1822 ließen die Fürsten Solms-Braunfels ihre Rechte am Gericht durch das Großherzogtum Hessen in ihrem Namen ausüben. „Landgericht Hungen“ war daher die Bezeichnung für das erstinstanzliche Gericht, das für Hungen zuständig war. Erst infolge der Märzrevolution 1848 wurden mit dem „Gesetz über die Verhältnisse der Standesherren und adeligen Gerichtsherren“ vom 15. April 1848 die standesherrlichen Sonderrechte endgültig aufgehoben.
Anlässlich der Einführung des Gerichtsverfassungsgesetzes mit Wirkung vom 1. Oktober 1879, infolge derer die bisherigen großherzoglichen Landgerichte durch Amtsgerichte an gleicher Stelle ersetzt wurden, während die neu geschaffenen Landgerichte nunmehr als Obergerichte fungierten, kam es zur Umbenennung in „Amtsgericht Hungen“ und Zuteilung zum Bezirk des Landgerichts Gießen.
Am 1. Juni 1934 wurde das Amtsgericht Hungen aufgelöst und Hungen dem Bezirk des Amtsgerichts Nidda zugeteilt. Zum 1. Januar 2012 wurde auch das Amtsgericht Nidda gemäß Beschluss des Hessischen Landtags aufgelöst und Hungen ging an das Amtsgericht Gießen.

## Bevölkerung

### Einwohnerstruktur 2011
Nach den Erhebungen des Zensus 2011 lebten am Stichtag, dem 9. Mai 2011, in Hungen 12.500 Einwohner. Nach dem Lebensalter waren 1.995 Einwohner unter 18 Jahren, 5.062 zwischen 18 und 49, 2.804 zwischen 50 und 64 und 2.610 Einwohner waren älter.
Unter den Einwohnern waren 517 (4,1 %) Ausländer, von denen 162 aus dem EU-Ausland, 290 aus anderen europäischen Ländern und 65 aus anderen Staaten kamen. Von den deutschen Einwohnern hatten 15,7 % einen Migrationshintergrund. (Bis zum Jahr 2020 erhöhte sich die Ausländerquote auf 6,8 %.) Die Einwohner lebten in 5.390 Haushalten. Davon waren 1.570 Singlehaushalte, 1.605 Paare ohne Kinder und 1.627 Paare mit Kindern, sowie 477 Alleinerziehende und 114 Wohngemeinschaften. In 1.175 Haushalten lebten ausschließlich Senioren und in 3.527 Haushaltungen lebten keine Senioren.

### Einwohnerentwicklung
| Hungen: Einwohnerzahlen von 1830 bis 2020 | Hungen: Einwohnerzahlen von 1830 bis 2020 | Hungen: Einwohnerzahlen von 1830 bis 2020 | Hungen: Einwohnerzahlen von 1830 bis 2020 | Hungen: Einwohnerzahlen von 1830 bis 2020 |
| --- | ----------------------------------------- | ----------------------------------------- | ----------------------------------------- | ----------------------------------------- |
| Jahr |                                           |                                           |                                           | Einwohner                                 |
| 1830 | 1830                                      |                                           | 1.027                                     | 1.027                                     |
| 1834 | 1834                                      |                                           | 970                                       | 970                                       |
| 1840 | 1840                                      |                                           | 1.091                                     | 1.091                                     |
| 1846 | 1846                                      |                                           | 1.290                                     | 1.290                                     |
| 1852 | 1852                                      |                                           | 1.199                                     | 1.199                                     |
| 1858 | 1858                                      |                                           | 1.243                                     | 1.243                                     |
| 1864 | 1864                                      |                                           | 1.171                                     | 1.171                                     |
| 1871 | 1871                                      |                                           | 1.223                                     | 1.223                                     |
| 1875 | 1875                                      |                                           | 1.283                                     | 1.283                                     |
| 1885 | 1885                                      |                                           | 1.297                                     | 1.297                                     |
| 1895 | 1895                                      |                                           | 1.385                                     | 1.385                                     |
| 1905 | 1905                                      |                                           | 1.522                                     | 1.522                                     |
| 1910 | 1910                                      |                                           | 1.678                                     | 1.678                                     |
| 1925 | 1925                                      |                                           | 1.736                                     | 1.736                                     |
| 1939 | 1939                                      |                                           | 1.723                                     | 1.723                                     |
| 1946 | 1946                                      |                                           | 2.923                                     | 2.923                                     |
| 1950 | 1950                                      |                                           | 3.149                                     | 3.149                                     |
| 1956 | 1956                                      |                                           | 3.250                                     | 3.250                                     |
| 1961 | 1961                                      |                                           | 3.375                                     | 3.375                                     |
| 1967 | 1967                                      |                                           | 3.640                                     | 3.640                                     |
| 1970 | 1970                                      |                                           | 3.984                                     | 3.984                                     |
| 1972 | 1972                                      |                                           | 7.725                                     | 7.725                                     |
| 1975 | 1975                                      |                                           | 12.029                                    | 12.029                                    |
| 1985 | 1985                                      |                                           | 11.783                                    | 11.783                                    |
| 1990 | 1990                                      |                                           | 12.203                                    | 12.203                                    |
| 1995 | 1995                                      |                                           | 12.748                                    | 12.748                                    |
| 2000 | 2000                                      |                                           | 12.765                                    | 12.765                                    |
| 2005 | 2005                                      |                                           | 12.849                                    | 12.849                                    |
| 2010 | 2010                                      |                                           | 12.576                                    | 12.576                                    |
| 2011 | 2011                                      |                                           | 12.500                                    | 12.500                                    |
| 2015 | 2015                                      |                                           | 12.471                                    | 12.471                                    |
| 2020 | 2020                                      |                                           | 12.642                                    | 12.642                                    |
| Datenquelle: Historisches Gemeindeverzeichnis für Hessen: Die Bevölkerung der Gemeinden 1834 bis 1967. Wiesbaden: Hessisches Statistisches Landesamt, 1968. Weitere Quellen: LAGIS; 1972:; Hessisches Statistisches Informationssystem; Zensus 2011 Ab 1972 einschließlich der im Zuge der Gebietsreform in Hessen eingegliederten Orte. |                                           |                                           |                                           |                                           |

### Historische Religionszugehörigkeit
| • 1830: 969  | evangelische, 5 katholische, 53 jüdische Einwohner                                       |
| • 1961: 2150 | evangelische, 1098 katholische Einwohner                                                 |
| • 1987: 8629 | evangelische (= 73,5 %), 2184 katholische (= 18,6 %), 932 sonstige (= 7,9 %) Einwohner   |
| • 2011: 8500 | evangelische (= 68,0 %), 1840 katholische (= 14,7 %), 2160 sonstige (= 17,3 %) Einwohner |

### Historische Erwerbstätigkeit
- 1961: Erwerbspersonen: 143 Land- und Forstwirtschaft, 762 Produzierendes Gewerbe, 292 Handel, Verkehr und Nachrichtenübermittlung, 301 Dienstleistungen und Sonstige[18]

## Politik

### Stadtverordnetenversammlung
Die Kommunalwahl am 14. März 2021 lieferte folgendes Ergebnis, in Vergleich gesetzt zu früheren Kommunalwahlen:
| Sitzverteilung in der Stadtverordnetenversammlung 2021Insgesamt 37 Sitze - SPD: 7 - Grüne: 6 - Pro Hungen: 7 - CDU: 7 - FW: 10 | Parteien und Wählergemeinschaften | Parteien und Wählergemeinschaften           | 2021  | 2021  | 2016  | 2016  | 2011  | 2011  | 2006  | 2006  | 2001  | 2001  |
| Sitzverteilung in der Stadtverordnetenversammlung 2021Insgesamt 37 Sitze - SPD: 7 - Grüne: 6 - Pro Hungen: 7 - CDU: 7 - FW: 10 | Parteien und Wählergemeinschaften | Parteien und Wählergemeinschaften           | %     | Sitze | %     | Sitze | %     | Sitze | %     | Sitze | %     | Sitze |
| Sitzverteilung in der Stadtverordnetenversammlung 2021Insgesamt 37 Sitze - SPD: 7 - Grüne: 6 - Pro Hungen: 7 - CDU: 7 - FW: 10 | FW                                | Freie Wähler Hungen                         | 27,2  | 10    | 36,4  | 14    | 32,6  | 12    | 19,6  | 7     | —     | —     |
| Sitzverteilung in der Stadtverordnetenversammlung 2021Insgesamt 37 Sitze - SPD: 7 - Grüne: 6 - Pro Hungen: 7 - CDU: 7 - FW: 10 | CDU                               | Christlich Demokratische Union Deutschlands | 20,1  | 7     | 24,2  | 9     | 23,1  | 9     | 28,8  | 11    | 32,9  | 12    |
| Sitzverteilung in der Stadtverordnetenversammlung 2021Insgesamt 37 Sitze - SPD: 7 - Grüne: 6 - Pro Hungen: 7 - CDU: 7 - FW: 10 | SPD                               | Sozialdemokratische Partei Deutschlands     | 19,5  | 7     | 27,9  | 10    | 32,3  | 12    | 43,6  | 16    | 41,3  | 15    |
| Sitzverteilung in der Stadtverordnetenversammlung 2021Insgesamt 37 Sitze - SPD: 7 - Grüne: 6 - Pro Hungen: 7 - CDU: 7 - FW: 10 | Pro Hungen                        | Bürgerliste Pro Hungen                      | 17,6  | 7     | —     | —     | —     | —     | —     | —     | —     | —     |
| Sitzverteilung in der Stadtverordnetenversammlung 2021Insgesamt 37 Sitze - SPD: 7 - Grüne: 6 - Pro Hungen: 7 - CDU: 7 - FW: 10 | Grüne                             | Bündnis 90/Die Grünen                       | 15,6  | 6     | 11,5  | 4     | 12,0  | 4     | 8,1   | 3     | 6,9   | 3     |
| Sitzverteilung in der Stadtverordnetenversammlung 2021Insgesamt 37 Sitze - SPD: 7 - Grüne: 6 - Pro Hungen: 7 - CDU: 7 - FW: 10 | ÜWG                               | Überparteiliche Wählergemeinschaft Hungen   | —     | —     | —     | —     | —     | —     | —     | —     | 18,8  | 7     |
| Sitzverteilung in der Stadtverordnetenversammlung 2021Insgesamt 37 Sitze - SPD: 7 - Grüne: 6 - Pro Hungen: 7 - CDU: 7 - FW: 10 | Gesamt                            | Gesamt                                      | 100,0 | 37    | 100,0 | 37    | 100,0 | 37    | 100,0 | 37    | 100,0 | 37    |
| Sitzverteilung in der Stadtverordnetenversammlung 2021Insgesamt 37 Sitze - SPD: 7 - Grüne: 6 - Pro Hungen: 7 - CDU: 7 - FW: 10 | Ungültige Stimmen in %            | Ungültige Stimmen in %                      | 3,3   | —     | 4,5   | —     | 3,7   | —     | 3,5   | —     | 3,0   | —     |
| Sitzverteilung in der Stadtverordnetenversammlung 2021Insgesamt 37 Sitze - SPD: 7 - Grüne: 6 - Pro Hungen: 7 - CDU: 7 - FW: 10 | Wahlbeteiligung in %              | Wahlbeteiligung in %                        | 53,2  | 53,2  | 52,3  | 52,3  | 59,0  | 59,0  | 51,0  | 51,0  | 56,4  | 56,4  |

### Bürgermeister
Nach der hessischen Kommunalverfassung wird der Bürgermeister für eine sechsjährige Amtszeit gewählt, seit dem Jahr 1993 in einer Direktwahl, und ist Vorsitzender des Magistrats, dem in der Stadt Hungen neben dem Bürgermeister der Erste Stadtrat sowie acht weitere ehrenamtliche Stadträte angehören. Bürgermeister ist seit dem 2. Dezember 2011 Rainer Wengorsch (FW). Er wurde als Nachfolger von Klaus Peter Weber (SPD), der nach drei Amtszeiten nicht mehr kandidiert hatte, am 27. März 2011 im ersten Wahlgang bei 59,0 Prozent Wahlbeteiligung mit 64,5 Prozent der Stimmen gewählt. Es folgten zwei Wiederwahlen, zuletzt im Oktober 2023.
Amtszeiten der Bürgermeister
- 2011–2029 Rainer Wengorsch (Freie Wähler)[42]
- 1993–2011 Klaus Peter Weber (SPD)[46]

### Ortsbeiräte
Es bestehen je ein Ortsbezirk für die Stadtteile und die Kernstadt mit Ortsbeirat und Ortsvorsteher, nach Maßgabe der §§ 81 und 82 HGO und des Kommunalwahlgesetzes in der jeweils gültigen Fassung gebildet.
Die Ortsbezirke sind durch das Gebiet der ehemaligen Gemeinden abgegrenzt und bestehen, je nach Einwohnerzahl, aus fünf bis neun Mitgliedern.
Die Wahl der Ortsbeiräte erfolgt im Rahmen der Kommunalwahlen. Der Ortsbeirat wählt eines seiner Mitglieder zum Ortsvorsteher bzw. zur Ortsvorsteherin. Zur Zusammensetzung siehe die jeweiligen Stadtteile.

### Ortsbeirat Hungen (Kernstadt)
Der Ortsbeirat besteht aus neun Mitgliedern. Bei den Kommunalwahlen in Hessen 2021 betrug die Wahlbeteiligung zum Ortsbeirat 46,99 %. Dabei wurden gewählt: Je ein Mitglied der SPD und der „Bürgerliste pro Hungen“ (ProH), je zwei Mitglieder der CDU und des Bündnis 90/Die Grünen, sowie drei Mitglieder der „Freien Wähler Hungen“ (FW). Der Ortsbeirat wählte Michael Röming (CDU) zum Ortsvorsteher.

### Partnerstadt
- Saint-Bonnet-de-Mure (bei Lyon, Frankreich)

## Kultur und Sehenswürdigkeiten

### Bauwerke in Hungen

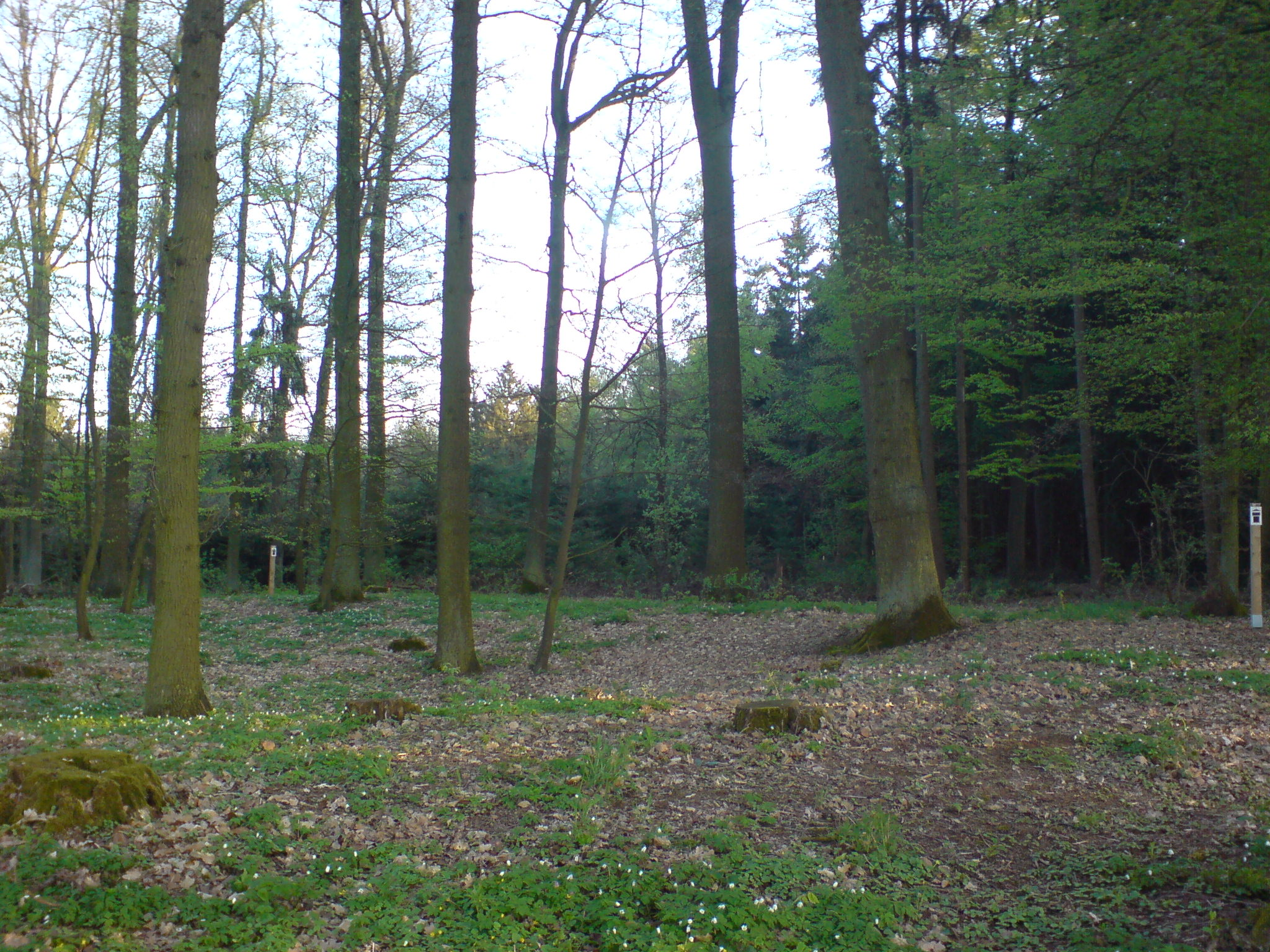
Gelände des Kleinkastells Feldheimer Wald

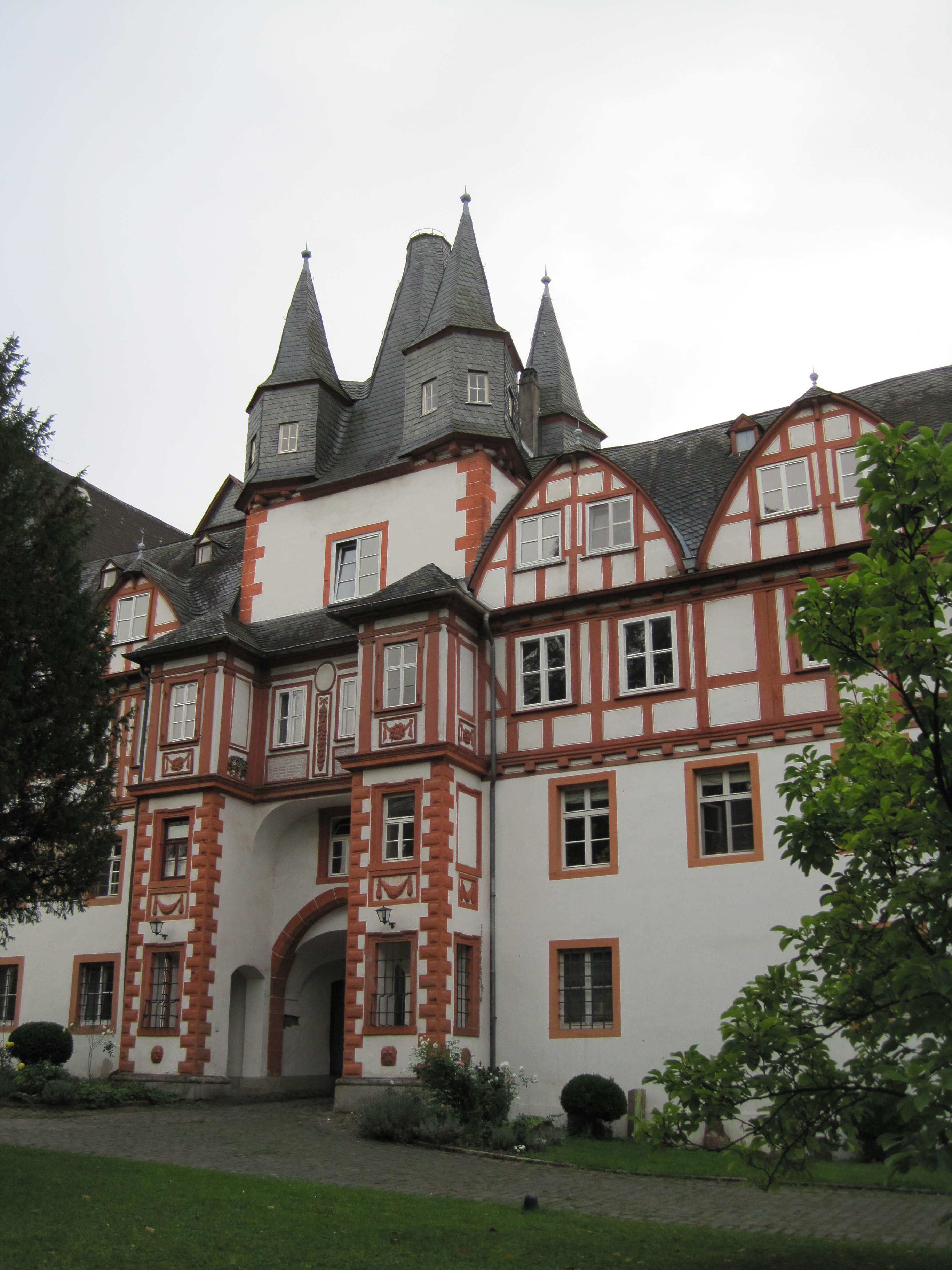
Schloss Hungen

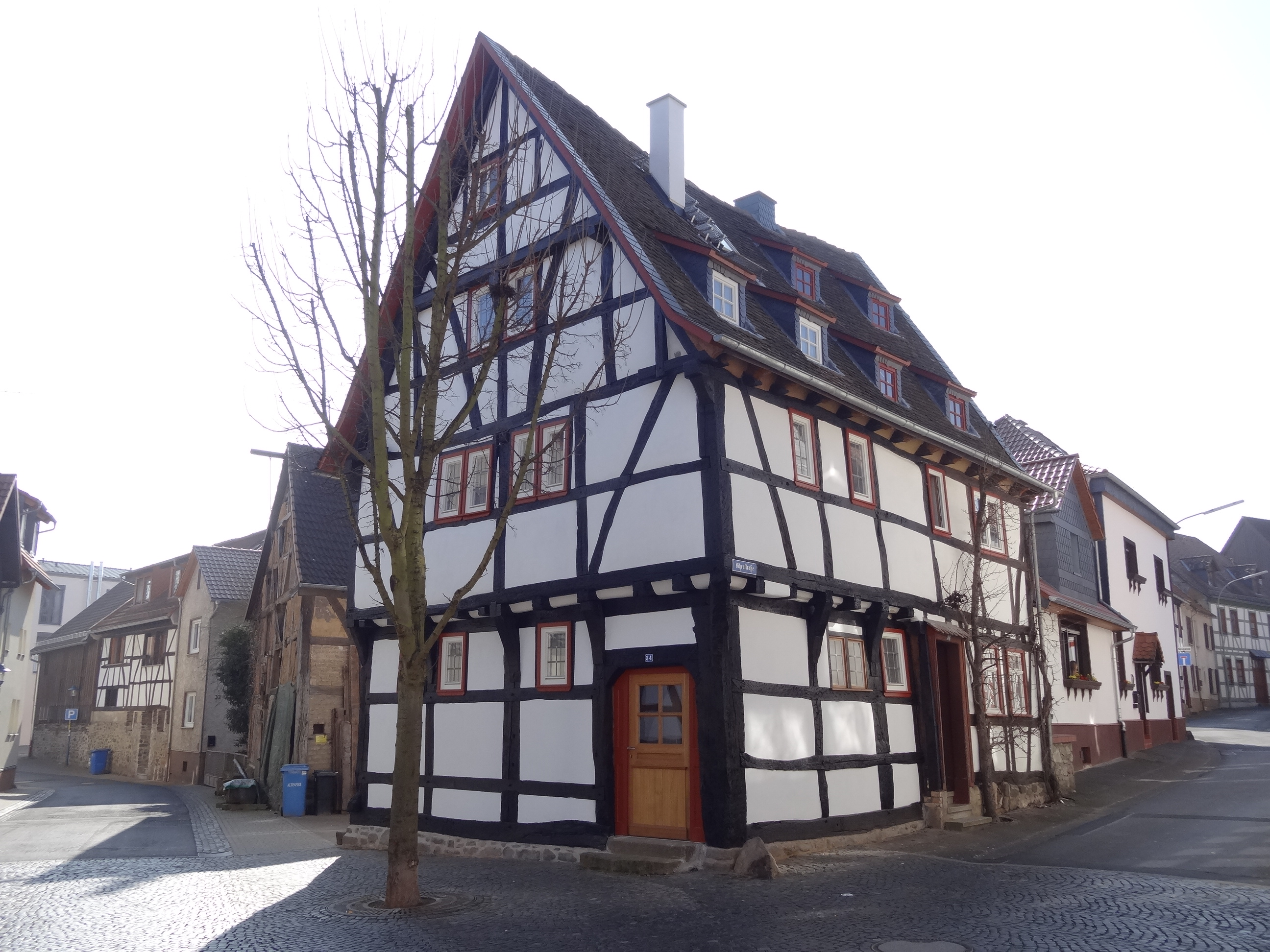
Bitzenstraße 34–36, ältestes Wohnhaus in Hungen

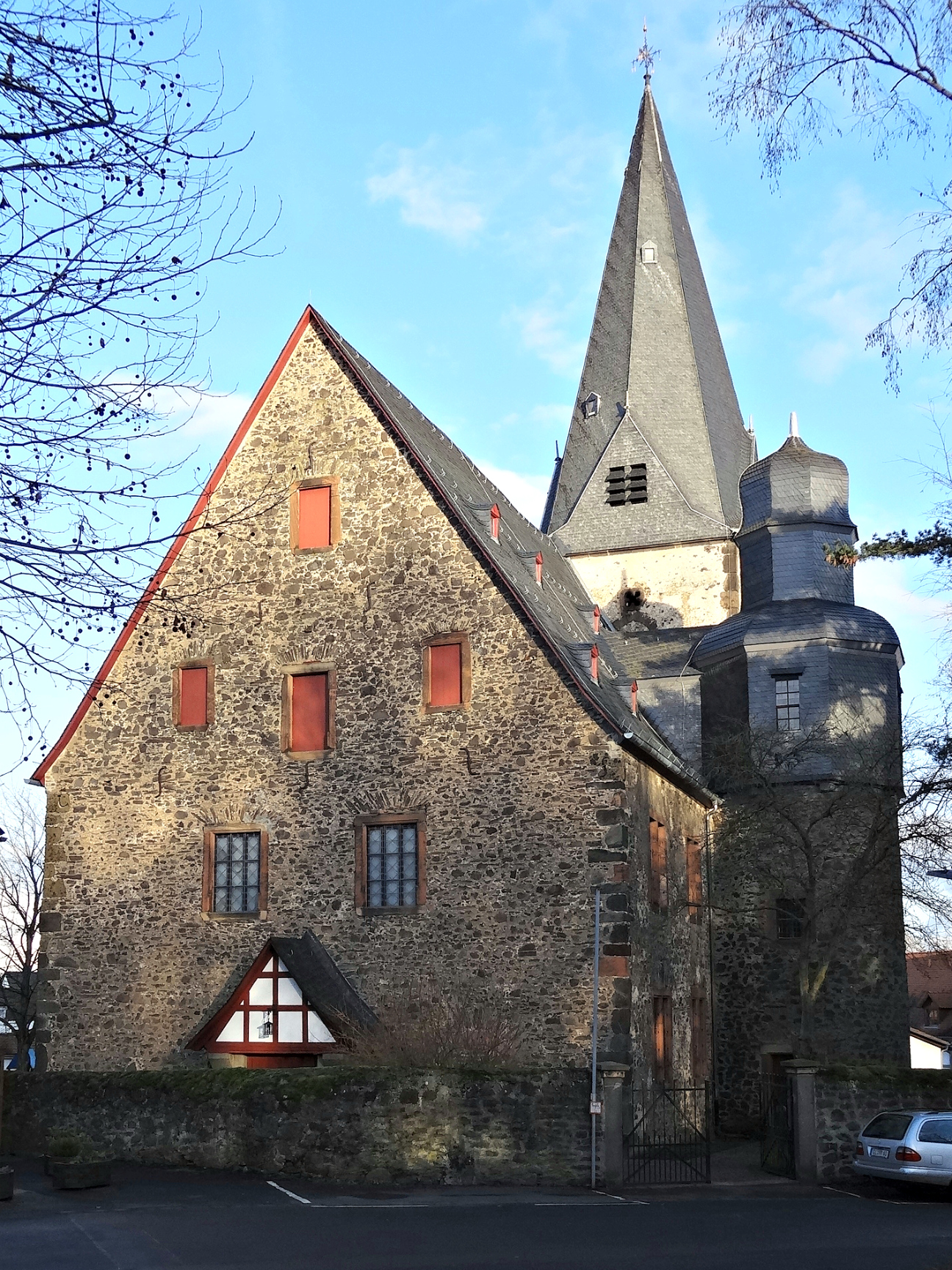
Evangelische Stadtkirche

#### Evangelische Stadtkirche
Die evangelische Stadtkirche ist das älteste Bauwerk Hungens und wird im Jahr 1286 erstmals erwähnt. In ihrem in Jahrhunderten gewachsenen Erscheinungsbild vereint sie die Baustile der Romantik, Gotik und Renaissance. Gegen Ende des 12. Jahrhunderts entstand der romanische untere Teil des Turmes, der sich zwischen Chor und Kirchenschiff befindet und mit wertvollen Wandmalereien ausgestattet ist. Die zwei oberen Geschosse stammen aus der Mitte des 13. Jahrhunderts und weisen frühgotische Stilelemente auf. Der spätgotische Chor wurde 1518 geweiht und diente dem Grafenhaus Solms-Hungen, das fast hundert Jahre lang seinen Sitz in Hungen hatte, als Grabkapelle. Das Kirchenschiff wurde zwischen 1596 und 1608 vergrößert. Für den damaligen Kirchenbau stellte das schlossartige Gebäude etwas völlig Neues dar und wurde im 17. und 18. Jahrhundert zum Vorbild für zahlreiche protestantische Kirchenbauten der näheren Umgebung.

#### Schloss
Über die ersten Anfänge einer Befestigung des kleinen Burghügels, knapp 15 Meter über der Horloff, können nur Mutmaßungen angestellt werden. Das heutige Schloss wurde seit der Mitte des 15. Jahrhunderts anstelle einer älteren Burganlage, die 1383 urkundlich verbürgt ist, errichtet. In den folgenden Jahrhunderten wurde das Schloss mehrmals erweitert, verändert, 1974 von einer Eigentümergemeinschaft erworben und unter großem Einsatz in seinen heutigen Zustand versetzt.

#### Ehemaliges Kreisamtsgebäude
Der verputzte zweigeschossige Fachwerkbau in der Schlossgasse mit Mansarddach wurde wahrscheinlich im späten 18. Jahrhundert errichtet.

#### Wohnbauten
Innerhalb des durch Abbrüche und gesichtslose Neubauten beeinträchtigten Ortskernes haben sich einige ältere Fachwerkhäuser erhalten, von denen etliche jedoch durch Verputz oder Schaufensterdurchbrüche entstellt sind. Erst in jüngster Zeit kam es zur verstärkten Freilegung und fachgerechten Restaurierung einiger Bauten im Zuge der Stadtsanierung.
- Noch 1978 ging mit dem 1589 datierten Amtshaus (ehemals Obertorstraße 14) eines der wichtigsten Baudenkmäler der Stadt verloren. Es befindet sich heute im Freilichtmuseum Hessenpark, wo es als Verwaltungsgebäude dient.
- Das Doppelwohnhaus Bitzenstraße 34–36, wurde 2009–2013 restauriert, wobei eine dendrochronologische Untersuchung das Haus auf das Jahr 1465 datierte.
- Bei dem Haus Obertorstraße 13 wurde das Fachwerkgefüge bei der jüngsten Restaurierung stark erneuert und zum Teil ergänzt. Das jetzt als Gaststätte genutzte Giebelhaus, dessen Fassade gebogene Fußstreben aufweist, entstand wohl um 1500 und dürfte damit auch eines der ältesten Wohnhäuser Hungens sein.
- Am Marktplatz liegt das Gasthaus Sterntaler (Obertorstraße 29). Der stattliche dreigeschossige Bau mit beschnitzten Balken ist 1661 bezeichnet und wurde 1763 erneuert.

#### Stadtmauer
Von der mittelalterlichen Stadtmauer sind größere Partien vor allem im Südosten erhalten, die zumeist in Häusern verbaut sind. Hier sind auch Reste des Stadtwalls mit Graben sichtbar.

#### Hof Grass
An der Bundesstraße 457 Richtung Nidda liegt der Hof Grass. Das ehemalige Gut wurde von 2010 bis 2012 umfassend saniert. Seitdem beherbergt er unter anderem das Limes-Informationszentrum und das Stadtarchiv Hungen.

### Bauwerke in den Stadtteilen

#### Kastell Inheiden
Südlich von Hungen, nahe dem Hof Graß, liegt das fast 2000 Jahre alte römische Kastell Inheiden.

#### Kleinkastell Feldheimer Wald
Eine weitere römische Hinterlassenschaft, das Kleinkastell Feldheimer Wald findet sich etwa zwei Kilometer westsüdwestlich des Ortskerns, in der Nordecke des Feldheimer Waldes. Die Konturen der Umwehrung sind immer noch als flache Bodenwellen im Gelände sichtbar.

#### Stadtteil Nonnenroth

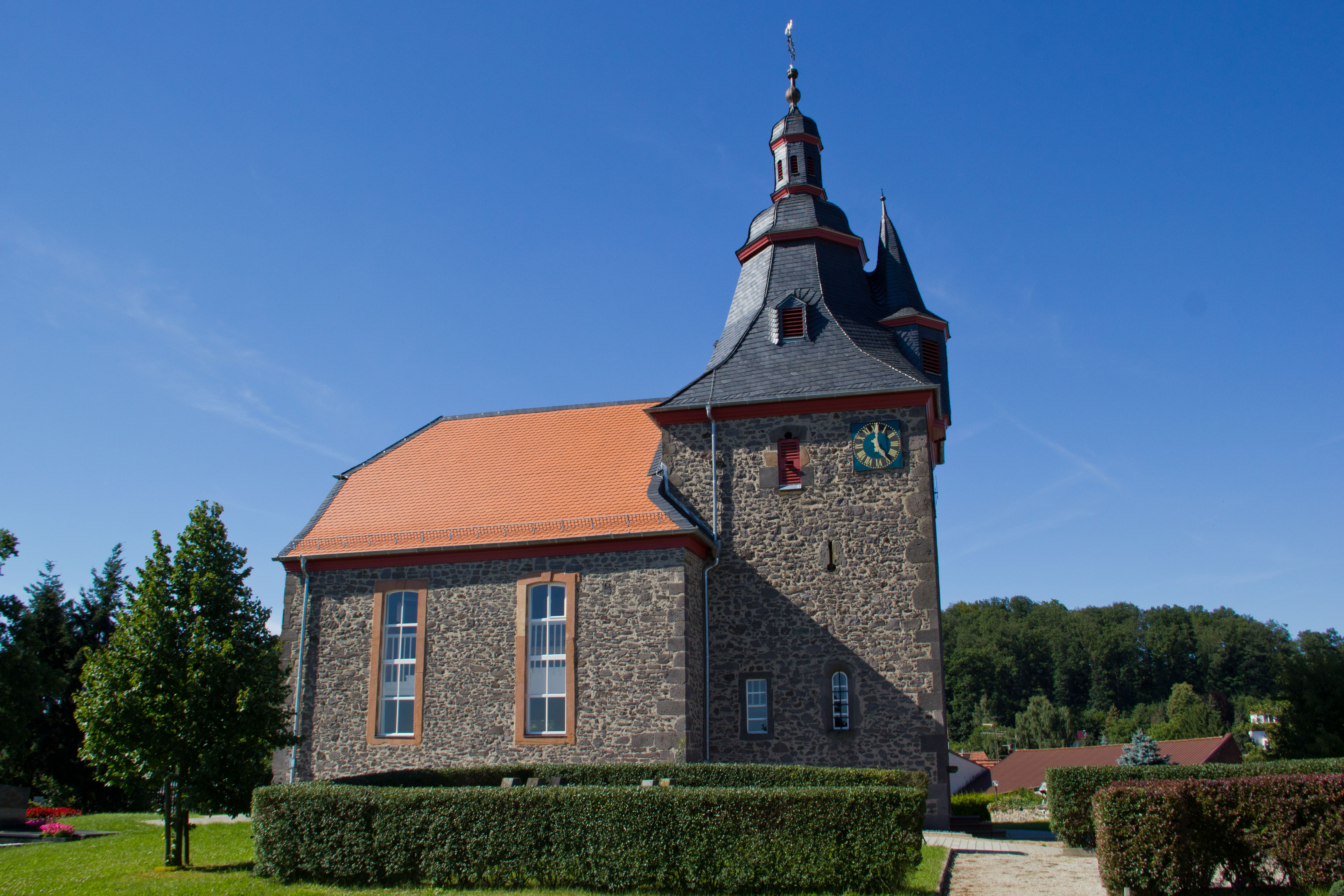
Wehrkirche Nonnenroth

Nonnenroth wurde erstmals 1271 urkundlich erwähnt. Das Dorf gehörte früher zur Hersfeldschen Mark. Auf einer Bergkuppe wurde das heutige Wahrzeichen, eine Wehrkirche errichtet, deren Glockenturm in den Kirchenneubau integriert wurde. Der Dreißigjährige Krieg brachte dem kleinen Ort viel Not, Leid und Verwüstung, da die alte „Heerstraße“, von Hungen über den Galgenberg durch Nonnenroth nach Grünberg führend, stets viele Truppenbewegungen zu verzeichnen hatte.

## Wirtschaft und Infrastruktur

### Verkehr

#### Geschichte
Hungens wirtschaftliche Bedeutung begann schon im frühen Mittelalter durch den günstigen Standort an einer Kreuzung zweier wichtiger Handelswege, der Salzstraße und der Alten Gelnhäuser Poststraße. Ein weiterer wichtiger Faktor war die Erlangung der Stadt- und Marktrechte, wovon noch heute der jährlich am 1. November abgehaltene Allerheiligenmarkt zeugt.

#### Straßenverkehr
Die bis Ende 2006 durch den Ort führenden Bundesstraßen 457 und 489 folgten in etwa diesen alten Handelswegen. Durch die neue Ortsumgehung liegt deren Kreuzung heute südöstlich außerhalb des Ortes und ist als Kreisverkehr ausgebaut.

#### Eisenbahn

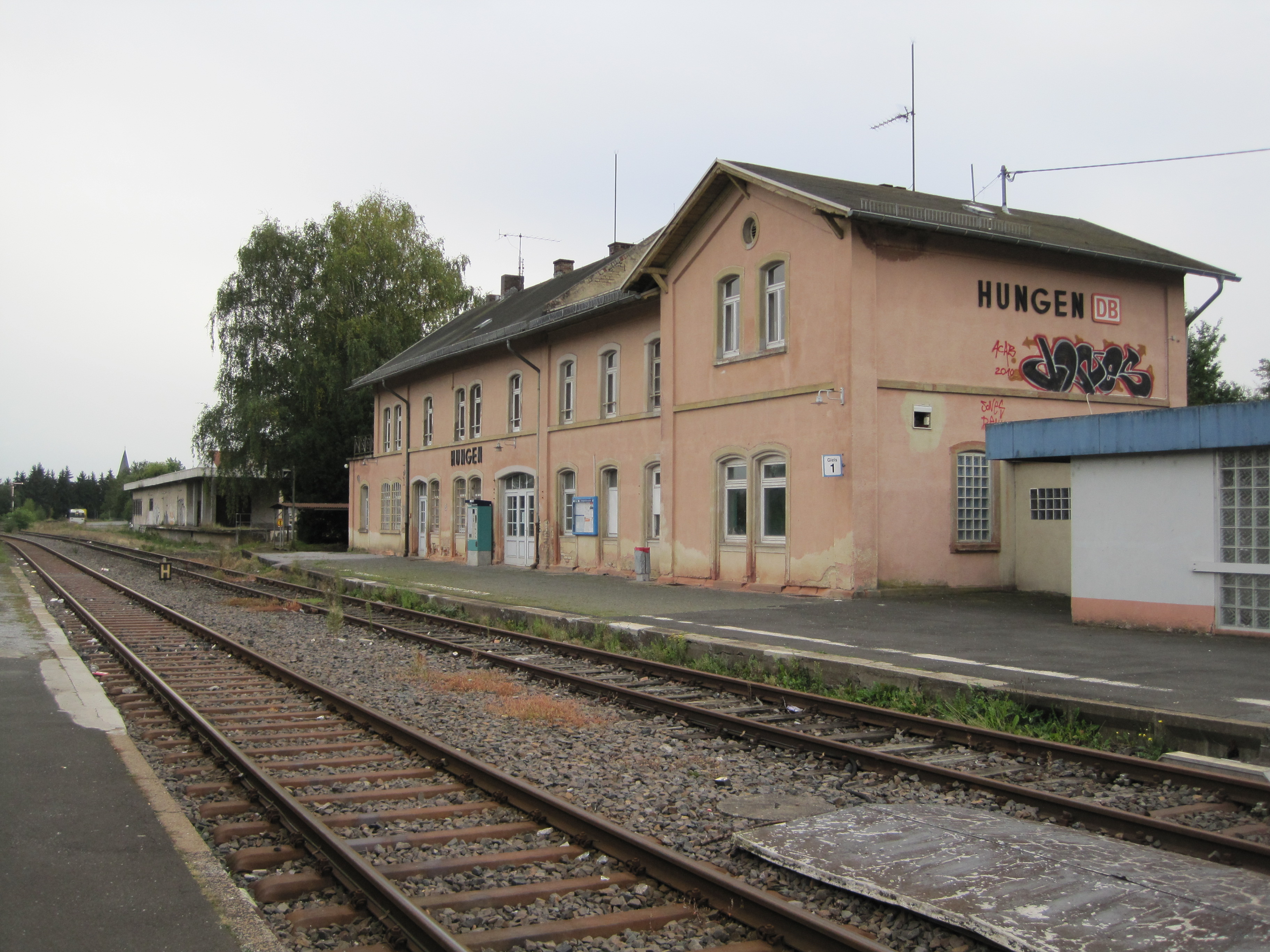
Bahnhof Hungen 2010

Hungen war früher ein Eisenbahnknoten. Davon zeugen noch die Reste des großzügig angelegten Bahnhofs mit eigener Güterabfertigung. Diese Einrichtung sicherte die Existenz vieler kleiner Spediteure für Nah- und Mittelstrecken. Der Haus- und der Mittelbahnsteig wurden 2017 saniert und bieten seitdem einen stufenfreien Einstieg in die Regionalbahnen der Hessischen Landesbahn. Die Fußgängerunterführung ist durch Fahrstühle barrierefrei und nun auch in nordöstliche Richtung an das Wegenetz angeschlossen.
Die Bahnstrecke Friedberg–Laubach–Mücke (Horlofftalbahn) und die Bahnstrecke Gießen–Nidda–Gelnhausen (Lahn-Kinzig-Bahn), beide errichtet von den Großherzoglich Hessischen Staatseisenbahnen, kreuzten sich hier. Die Lahn-Kinzig-Bahn wird heute von Regionalzügen der Hessischen Landesbahn annähernd stündlich bedient. Die Strecke Hungen–Laubach wurde 1999 stillgelegt, demontiert und im ehemaligen Gleisbett ein Radweg angelegt. Die Strecke aus Richtung Friedberg zwischen Wölfersheim-Södel und Hungen wurde 2005 stillgelegt. Sie soll 2025 reaktiviert werden und Hungen damit einen direkten Anschluss nach Friedberg bzw. weiter nach Frankfurt am Main erhalten.

#### Öffentlicher Personennahverkehr
Die Stadt Hungen und der Landkreis Gießen gehören zum Gebiet des Rhein-Main-Verkehrsverbundes. Hungen besitzt eine eigene Stadtbuslinie, die VGO-Linie 60.

#### Radfernwege
Durch Hungen und seinen Stadtteile Inheiden und Steinheim führt der Deutsche Limes-Radweg. Dieser folgt dem Obergermanisch-Raetischen Limes über 818 Kilometer von Bad Hönningen am Rhein nach Regensburg an der Donau.

## Söhne und Töchter der Stadt

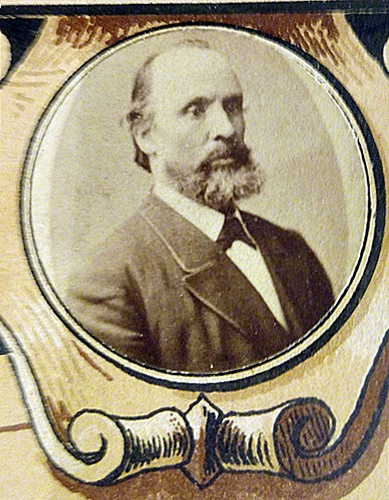
Heinrich Konrad Schneider, Agrarwissenschaftler aus dem Ortsteil Trais-Horloff, um 1875

- Kraft Myle (um 1480–1556), als Crato I. Abt der Reichsabtei Hersfeld
- Johann Peter Bach (1722–1780), Glockengießer
- Gustav Hofmann (1798–1866), Oberappellationsgerichtsrat, Abgeordneter und Politiker
- Gustav Schlosser (1826–1890), evangelischer Geistlicher
- Gustav Hofmann (1827–1897), Richter, Politiker und Abgeordneter
- Wilhelm Crecelius (1828–1889), Historiker und Lehrer
- Heinrich Konrad Schneider (1828–1898), Pädagoge, Agrarwissenschaftler, Gründer und Leiter der „Akademie für Bierbrauer und Landwirte“ in Worms
- August Karl Draudt (1846–1925), preußischer Generalleutnant
- Heinrich Schmidt (1856–1927), Jurist, Vorsitzender Richter des Staatsgerichtshofs
- Amalie Seckbach-Buch (1870–1944), Kunstsammlerin und international anerkannte Künstlerin, Opfer des Holocaust
- Ketty Guttmann (1883–1967), kommunistische Politikerin und Aktivistin für die Rechte der Prostituierten
- Hermann Künanz (1896–1958), Forstmeister und Gründer des hessischen Landesverbandes der * Willi Ziegler (1929–2002), Geologe und Paläontologe, von 1980 bis 1995 Direktor der Senckenberg Gesellschaft für Naturforschung und des Naturmuseums Senckenberg in Frankfurt am Main, wurde in Hungen (Ortsteil Villingen) geboren und lebte dort
- Die Amigos, Schlager-Duo (Ortsteil Villingen); Verleihung der Ehrenbürgerschaft 2025[50]